# Lutzomyia flaviscutellata
Lutzomyia flaviscutellata är en tvåvingeart som först beskrevs av  Octávio Mangabeira Filho 1942.  Lutzomyia flaviscutellata ingår i släktet Lutzomyia och familjen fjärilsmyggor.
Artens utbredningsområde är Sydamerika och den har hittats i Brasilien, Trinidad och Tobago, Ecuador, Peru, Surinam, Bolivia, Colombia, Guyana och Venezuela.
Arten är en vektor för parasiten Leishmania amazonensis som kan orsaka sjukdomen leishmaniasis..